# Erich Franke (Politiker, 1908)
Erich Franke (* 6. September 1908 in Koblenz; † 23. April 1986 ebenda) war ein deutscher Politiker (CDU) und Heimatforscher.

## Leben
Erich Franke legte am Koblenzer Kaiser-Wilhelm-Realgymnasium das Abitur ab und studierte danach in München, Wien, Berlin, Bonn und in London Philosophie, Germanistik und Anglistik. 1934 promovierte er in Bonn zum Doktor der Philosophie. 1937 heiratete er Margarete Emma Maret. Seine angestrebte wissenschaftliche Laufbahn, die er mit der Übersetzung der Weltgeschichte von Arnold J. Toynbee begann, endete bereits zwei Jahre später mit dem Zweiten Weltkrieg und seiner Einberufung zum Militär. Nach dem Kriegsende übernahm er das von seinen Schwiegereltern ererbte Unternehmen und war somit als Kaufmann tätig.
Ab 1956 gehörte Franke für die CDU dem Koblenzer Stadtrat an, wo er in verschiedenen Ausschüssen tätig war. Von 1972 bis 1979 war er zudem Fraktionsvorsitzender.  Daneben war Franke Mitglied der Vollversammlung der Industrie- und Handelskammer und des Beirates der Verwaltungs- und Wirtschaftsakademie in Koblenz.
Für sein Engagement in der Heimatforschung, Denkmalpflege und Kommunalpolitik erhielt Franke zahlreiche Auszeichnungen, so 1968 das Bundesverdienstkreuz, 1973 den Wappenteller des Landes Rheinland-Pfalz und ein Jahr später die Freiherr-vom-Stein-Plakette. Am 11. Juli 1981 verlieh ihm Oberbürgermeister Willi Hörter die Ehrenbürgerwürde der Stadt Koblenz. 
Erich Franke starb am 23. April 1986. Er wurde auf dem Hauptfriedhof Koblenz begraben.

## Wirken
Erich Franke war in der Heimatgeschichte seiner Geburtsstadt Koblenz tätig. Darüber hinaus war er ein glühender Befürworter des Wiederaufbaus der historischen Altstadt, so z. B. des Schöffen- und Kaufhauses am Florinsmarkt, des Metternicher Hofes am Münzplatz, der Alten Burg am Moselufer und des Barockportals in der Weißer Gasse. Sein unermüdlicher Einsatz für kulturelle und heimatgeschichtliche Belange machten ihn zum stadtgeschichtlichen Gewissen im Koblenzer Stadtrat und zum Vorbild für viele seiner Ratskollegen.

## Ehrungen
- 1968: Verdienstkreuz (Steckkreuz) der Bundesrepublik Deutschland
- 1973: Wappenteller des Landes Rheinland-Pfalz
- 1974: Freiherr-vom-Stein-Plakette
- 1981: Ehrenbürgerschaft der Stadt Koblenz
- 2010: Benennung einer Gasse in der Altstadt in „Dr.-Erich-Franke-Gasse“

## Werke (Auswahl)
- Gestalten der Tierdichtung (Diss.), 1934.
- Große Söhne, Bürger und Besucher der Stadt Koblenz, 1959.
- Koblenzer Kostbarkeiten, 1967.
- Koblenzer Kostbarkeiten II, 1973.
- Die Liebfrauen-Pfarrkirche zu Koblenz, 1973.
- Geschichte der Koblenzer Brücken, in: Koblenz Stadt der Brücken. Dokumentation zur Einweihung der Koblenzer Balduinbrücke. Koblenz: Stadt Koblenz 1975, S. 14–63 (Dokumentationen der Stadt Koblenz, 4).
- Christian von Stramberg 1785–1868, 1978.